# La belva (film 1954)
La belva (Track of the Cat) è un film del 1954, diretto da William A. Wellman.

## Trama
Intorno al 1900, la famiglia Bridges vive isolata in una remota ranch tra le montagne innevate del Nord della California. La convivenza è tesa e segnata da profonde fratture: il patriarca Pa Bridges, un tempo uomo di cultura, è ora un alcolista disilluso; sua moglie, Ma Bridges, è una fervente religiosa, dominatrice e in eterno conflitto con il marito. I loro tre figli maschi incarnano visioni opposte: Arthur, il maggiore, cerca di mantenere un equilibrio familiare ormai precario; Curt, il figlio di mezzo, è autoritario e brutale, deciso a controllare con pugno di ferro la gestione della ranch; il più giovane, Harold, è timido e insicuro, soprattutto nei confronti della fidanzata Gwen Williams, in visita alla fattoria. La presenza di Gwen turba l’ordine già instabile: Curt la schernisce e la considera una minaccia alla sua supremazia. Harold, incapace di difendersi, delude Gwen, che vorrebbe vedere in lui maggiore forza e autonomia. Intanto, l’anziano Joe Sam, un tempo capo di una tribù di nativi americani Paiute e ora inserviente nella ranch, segnala il ritorno di un misterioso puma che attacca il bestiame. L’animale, già responsabile in passato della morte della moglie e del figlio di Joe Sam, semina il panico. Quando Arthur propone di affidare a Harold una parte della ranch per costruirsi un futuro autonomo con Gwen, Curt si oppone duramente. Di lì a poco, Arthur e Curt partono per dare la caccia al puma. Ma la spedizione prende una piega tragica. Da quel momento, l’equilibrio familiare, già compromesso, si disgrega ancor di più, tra accuse reciproche, rancori e crisi personali. Nel gelo implacabile delle montagne, la caccia al puma si trasforma in una lotta per la sopravvivenza e in una riflessione amara sui legami familiari, sulla colpa e sulla redenzione. Mentre la tensione culmina, Harold è costretto ad affrontare scelte decisive che segneranno il destino suo e della famiglia. Sullo sfondo, la natura ostile fa da specchio a un’umanità in bilico tra orgoglio, dolore e speranza.